# Cymru Alliance
La Cymru Alliance fue una liga galesa de fútbol. Estaba al segundo nivel de la pirámide futbolística en el país con la Primera División de la Liga de Fútbol de Gales, detrás la Premier League de Gales. De los 32 clubs en el segundo nivel, los 16 más al norte juegan en la Cymru Alliance. Solamente el campeón de la liga era promovido a la Premier League de Gales, si su estadio sea considerado a ser satisfactorio. Si no es satisfactorio, el subcampeón sería promovido. Los tres campeones de las Primeras Divisiones de la Liga Nacional de Gales, Liga Alianza de Gales y la Liga de Fútbol del Centro de Gales son promovidos a la Cymru Alliance, y los tres peores clubes de la Cymru Alliance son relegados.
La Cymru Alliance era conocida comercialmente como la Huws Gray Alliance, debido a su patrocinador Huws Gray, una tienda de bricolaje en Gales del Norte. La liga lleva el nombre galés de Gales, Cymru.
La liga desaparece en el año 2019 para ser reemplazada por la FAW Championship North & Mid como la segunda división del norte de Gales.

## Equipos 2018/19
| Equipo              | Ciudad                  | Estadio                     | Posición en 2017-18                     |
| ------------------- | ----------------------- | --------------------------- | --------------------------------------- |
| Airbus UK Broughton | Broughton               | The Airfield                | 3º                                      |
| Bangor City         | Bangor                  | Nantporth                   | 2º (Welsh Premier League)               |
| Buckley Town        | Buckley                 | Globe Way                   | 1º (Liga Nacional de Gales)             |
| Conwy Borough       | Conwy                   | Y Morfa Stadium             | 1º (Liga Alianza de Gales)              |
| Denbigh Town        | Denbigh                 | Central Park                | 2º                                      |
| Flint Town United   | Flint                   | Cae-y-Castell               | 11º                                     |
| Gresford Athletic   | Gresford                | Clappers Lane               | 8º                                      |
| Guilsfield          | Guilsfield              | Guilsfield Community Centre | 4º                                      |
| Holyhead Hotspur    | Holyhead                | The New Oval                | 12º                                     |
| Holywell Town       | Holywell                | Halkyn Road                 | 5º                                      |
| Llanrhaeadr YM      | Llanrhaeadr-ym-Mochnant | The Recreation Field        | 1º (Liga de Fútbol del Centro de Gales) |
| Penrhyncoch         | Penrhyn-coch            | Cae Baker                   | 9º                                      |
| Porthmadog          | Porthmadog              | Y Traeth                    | 7º                                      |
| Prestatyn Town      | Prestatyn               | Bastion Road                | 12º (Welsh Premier League)              |
| Rhyl                | Rhyl                    | Belle Vue                   | 6º                                      |
| Ruthin Town         | Ruthin                  | Memorial Playing Fields     | 10º                                     |

## Campeones pasados
| Temporada | Campeón             | Subcampeón        |
| --------- | ------------------- | ----------------- |
| 1990–91   | Flint Town United   | Caersws           |
| 1991–92   | Caersws             | Llansantffraid    |
| 1992–93   | Llansantffraid      | Welshpool Town    |
| 1993–94   | Rhyl                | Welshpool Town    |
| 1994–95   | Cemaes Bay          | Brymbo            |
| 1995–96   | Oswestry Town       | Welshpool Town    |
| 1996–97   | Rhayader Town       | Rhydymwyn         |
| 1997–98   | Rhydymwyn           | Holywell Town     |
| 1998–99   | Cefn Druids         | Rhydymwyn         |
| 1999–00   | Oswestry Town       | Glantraeth        |
| 2000–01   | Caernarfon Town     | Llangefni Town    |
| 2001–02   | Welshpool Town      | Llangefni Town    |
| 2002–03   | Porthmadog          | Llandudno         |
| 2003–04   | Airbus UK Broughton | Buckley Town      |
| 2004–05   | Buckley Town        | Glantraeth        |
| 2005–06   | Glantraeth          | Buckley Town      |
| 2006–07   | Llangefni Town      | Bala Town         |
| 2007–08   | Prestatyn Town      | Bala Town         |
| 2008–09   | Bala Town           | Holyhead Hotspur  |
| 2009–10   | Llangefni Town      | Flint Town United |
| 2010–11   | Gap Connah's Quay   | Rhyl              |
| 2011–12   | Gap Connah's Quay   | Rhyl              |
| 2012–13   | Rhyl                | Cefn Druids       |
| 2013–14   | Cefn Druids         | Conwy Borough     |
| 2014–15   | Llandudno           | Caernarfon Town   |
| 2015–16   | Caernarfon Town     | Cefn Druids       |
| 2016–17   | Prestatyn Town      | Caernarfon Town   |
| 2017–18   | Caernarfon Town     | Denbigh Town      |
| 2018–19   | Airbus UK Broughton | Flint Town United |

### Títulos por equipo
| Club                | Títulos | Subcampeonatos | Años Campeón     |
| ------------------- | ------- | -------------- | ---------------- |
| Caernarfon Town     | 3       | 2              | 2001, 2016, 2018 |
| Llangefni Town      | 2       | 2              | 2007, 2010       |
| Rhyl                | 2       | 2              | 1994, 2013       |
| Cefn Druids         | 2       | 1              | 1999, 2014       |
| Airbus UK Broughton | 2       | –              | 2004, 2019       |
| Gap Connah's Quay   | 2       | –              | 2011, 2012       |
| Oswestry Town       | 2       | –              | 1996, 2000       |
| Prestatyn Town      | 2       | –              | 2008, 2017       |
| Welshpool Town      | 1       | 3              | 2002             |
| Bala Town           | 1       | 2              | 2009             |
| Buckley Town        | 1       | 2              | 2005             |
| Flint Town United   | 1       | 2              | 1991             |
| Glantraeth          | 1       | 2              | 2006             |
| Caersws             | 1       | 1              | 1992             |
| Llandudno           | 1       | 1              | 2015             |
| Llansantffraid      | 1       | 1              | 1993             |
| Cemaes Bay          | 1       | –              | 1995             |
| Porthmadog          | 1       | –              | 2003             |
| Rhayader Town       | 1       | –              | 1997             |
| Rhydymwyn           | –       | 2              | –                |
| Brymbo              | –       | 1              | –                |
| Conwy Borough       | –       | 1              | –                |
| Denbigh Town        | -       | 1              | –                |
| Holyhead Hotspur    | –       | 1              | –                |
| Holywell Town       | –       | 1              | –                |